# گئورگی یارالیان
گئورگی هاکوبی یارالیان (ارمنی: Գեորգի Յակովի Յարալյան؛ زاده ۱۳ نوامبر ۱۹۲۷ - درگذشته ۲۰ آوریل ۲۰۱۱) نقاش و کاریکاتوریست اهل ارمنستان بود.

## زندگی‌نامه
وی در ۱۳ نوامبر ۱۹۲۷ در گاندزاک به دنیا آمد و از انستیتو دولتی هنری و نمایشی ایروان (۱۹۵۳) فارغ‌التحصیل گشت.  وی عضو اتحادیه نقاشان ارمنستان می‌باشد. وی همچنین برنده جوایزی همچون نقاش شایسته جمهوری ارمنستان (۲۰۰۹) شد. وی در ۲۰ آوریل ۲۰۱۱ در سن ۸۳ سالگی در ایروان درگذشت

## یادداشت
1. ↑  Գանձակ